# 美国海军工程营
美国海军工程营（英语：United States Naval Construction Battalions），是美国海军中的工程建设部队。常称为海蜂队（英语：Seabee），得名于工程营英文「Construction Battalion」的首写字母「CB」的同音词。

## 建立

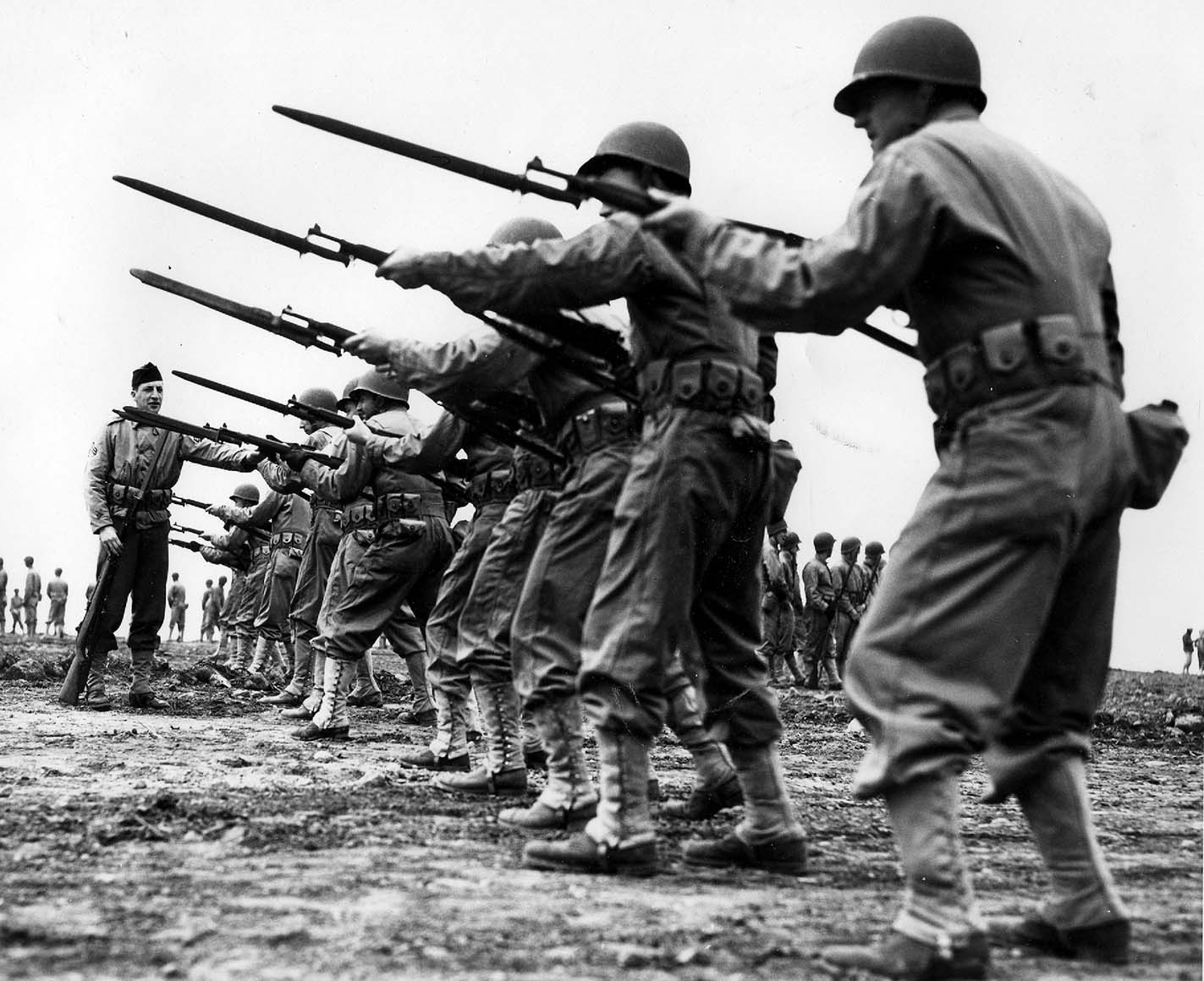
1943年，美国海军陆战队在指导海蜂队的刺刀训练

1930年代，美国船坞局开始在战争预案中提出“海军工程营”的概念，海军工程营的设想后被收录在美国彩虹战争计划中。1941年，美国海军和船坞局决定创建“总部工程连”来对民间建筑商的项目进行监督。当年10月31日，尼米兹下令组建第一连，12月16日，下令再组建4个连。
随着珍珠港事件导致美国卷入二战，1941年12月28日，莫雷尔上将（Ben Moreell）请示组建3个海军工程营。在当时，约有70,000名民间建筑者在在海外从事美国海军的合同工程。国际法不允许民间工人反抗袭击，否则他们会被当成游击队甚至被就地处决。之后在威克島上就发生了类似的事件。因而海军需要以军人身份从事战地工程建设的人员。
1942年1月5日，尼米兹批准了莫雷尔的组建计划。原“总部工程连”1连用来组建第一分队，派到博拉博拉岛执行任务。原“总部工程连”2连3连在南卡罗来纳查尔斯顿组建了海军工程营1营，原“总部工程连”4连5连组建为2营。前5个营在训练完成后立即部署到战地 3月5日，被正式命名为“海蜂队”。初建时，存在着双重领导权的争论，即由海军一线军官领导还是由工程兵军官指挥。3月19日，美国海军部长Frank Knox将指挥权全部交给海军工程兵团。

## 二战中的海蜂队

### 大西洋战场

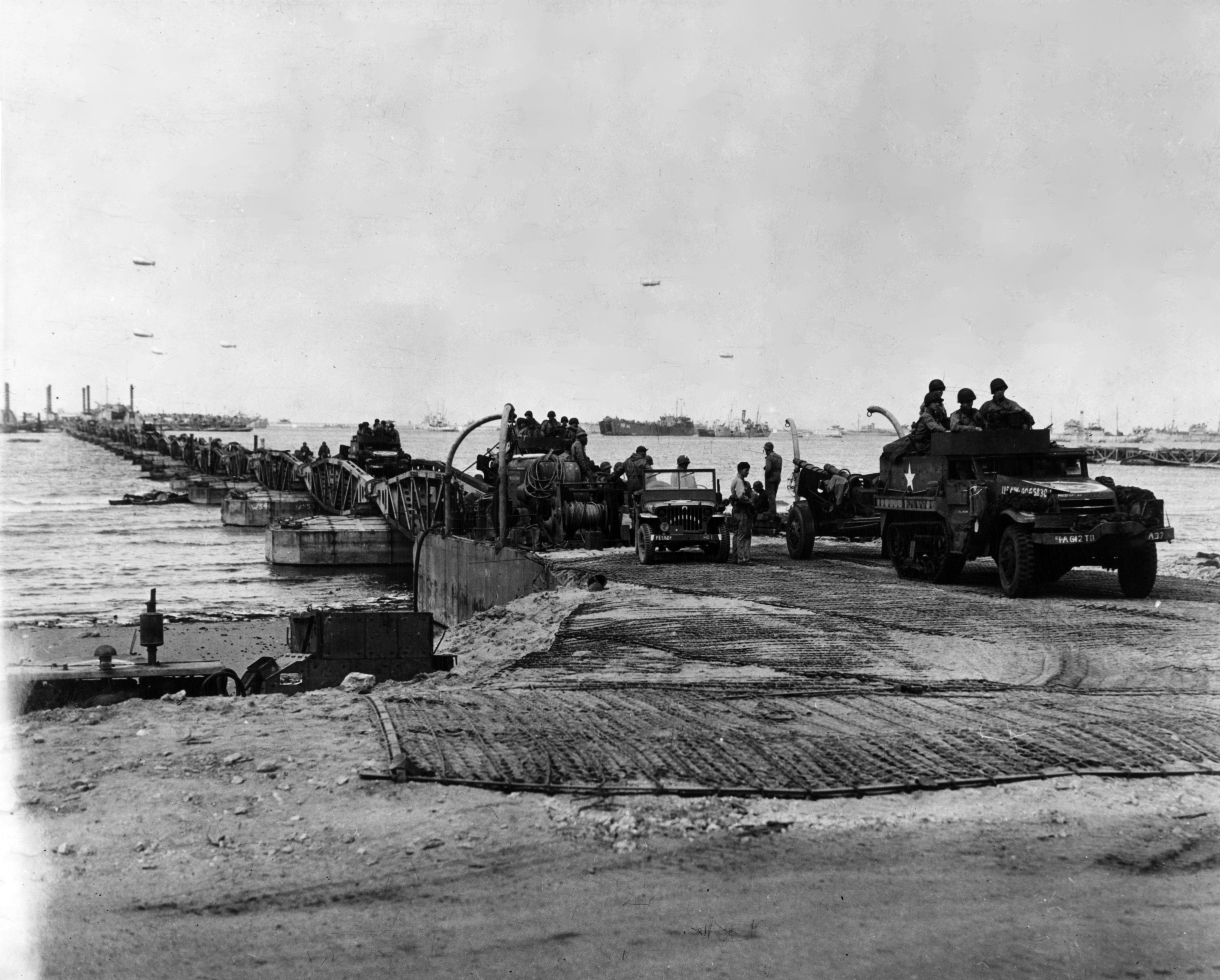
奥马哈海滩上，美国陆军车辆正在通过海蜂队架设的堤道。

美国海军在波多黎各、古巴和巴拿马运河区都进行了基地扩建，起先主要有民间建筑者负责，1943年底后由海蜂队接手。在西大西洋上，美国海军从百慕大到巴西一线均设有基地。第80工程营（有色）升级了特立尼达岛的机场，第83工程营从西班牙港开辟出一条高速公路。
海蜂队参与的第一场战役在北非战场。1942年11月盟军登陆后，他们在奥兰、卡萨布兰卡、萨非和穆罕默迪耶建造了设施。他们接着在地中海沿岸建造了一系列集结和训练基地。随着突尼斯占领，海蜂队开始准备浮桥组建，为两栖登陆西西里岛做准备。海蜂队在地中海战区参与的最后一次行动是龙骑兵行动。
1942年初，海蜂队被派往北大西洋的冰岛、纽芬兰和格陵兰等地建设机场和港口。为了给大西洋海战提供完整的防卫线，他们还在北爱尔兰和苏格兰等地修建了补给站、油库和水上飞机基地。在这之后，他们开始为诺曼底登陆做准备。
诺曼底登陆当天，其水下爆破队首先行动，以清除德军设置的两栖登陆障碍物。此外海蜂队制造的浮堤和浮筒驳船也在登陆日发挥了重要作用。在占领滩头阵地后，他们建造了Mulberry harbour临时港口，它在占领法国主要港口前一直被使用。在占领法国港口后，海蜂队开始进行港口修复并使其投入使用，先后包括勒阿弗尔、布雷斯特、洛里昂、圣纳泽尔等。
其在欧洲战场的最后一次行动是中欧会战中的穿越莱茵河。1945年3月22日，他们准备了300多艘船只，将巴顿的装甲部队运过了莱茵河。

### 太平洋战场

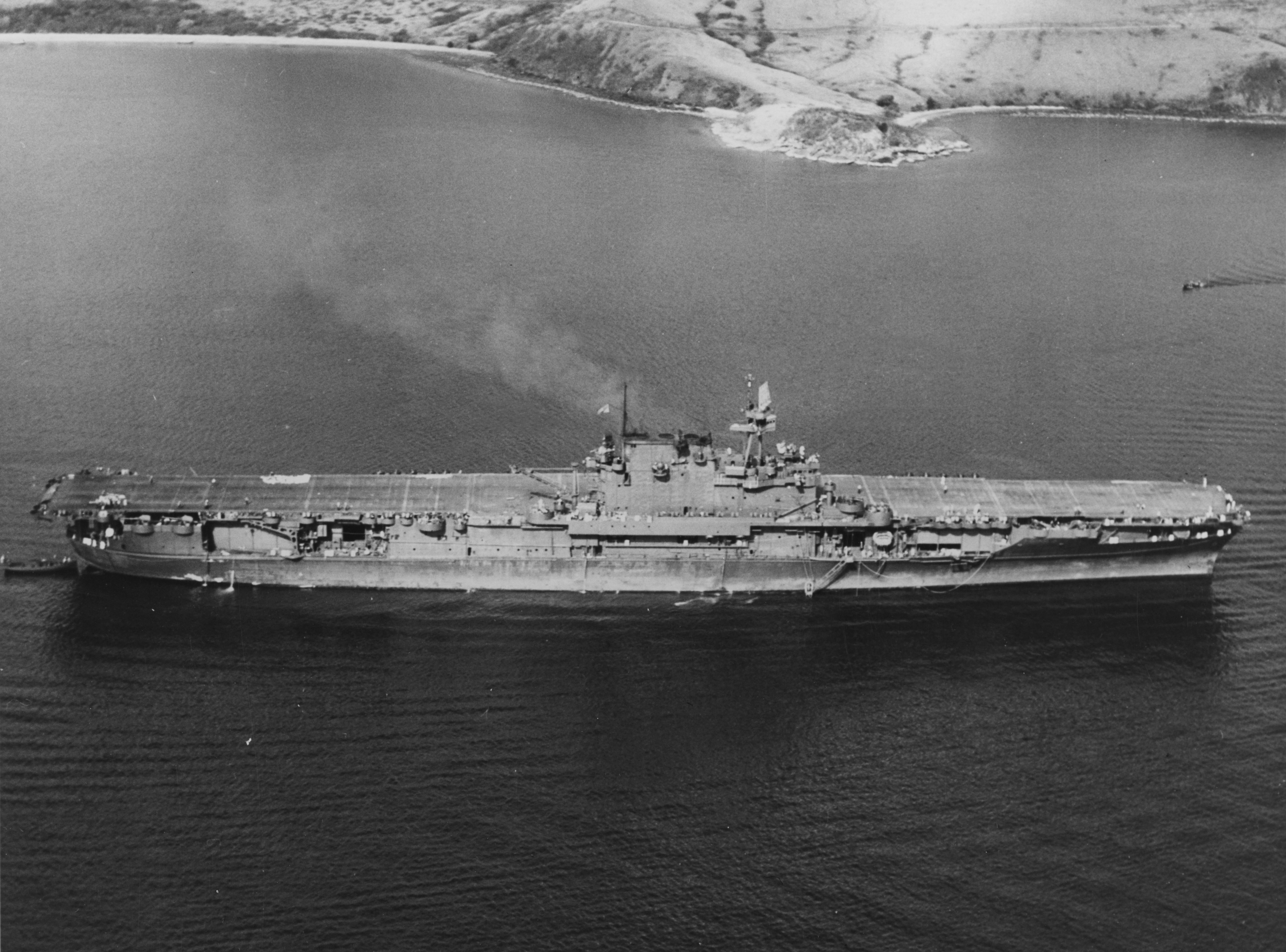
1942年11月10日，在努美阿的企业号航空母舰正在紧急修复

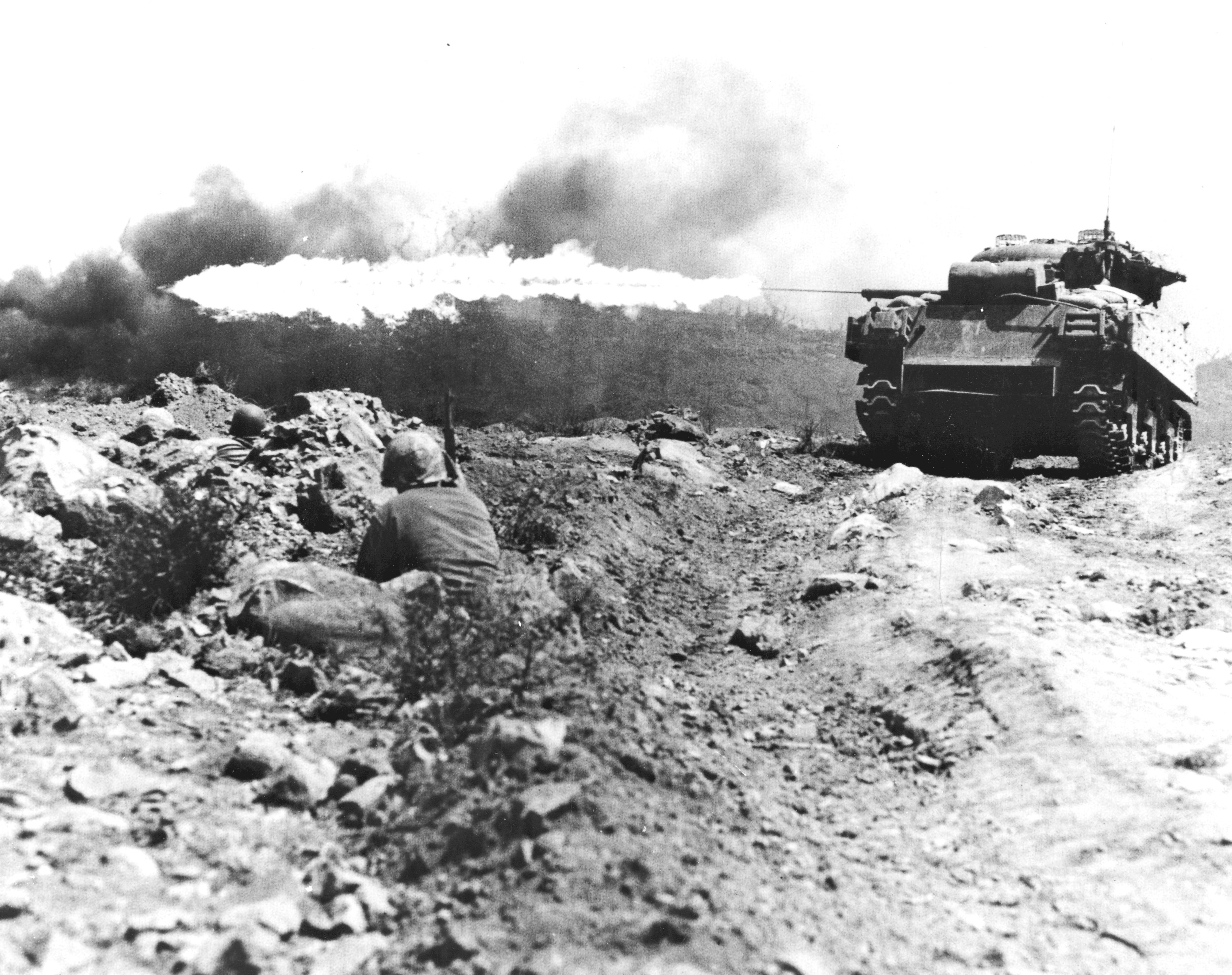
硫磺岛战役中的喷火坦克

海蜂队在太平洋战场上完成了大量的建设工作，他们的建设遍布300多个岛屿。他们的第一项工作是在珍珠港打捞加利福尼亚号战列舰和西弗吉尼亚号战列舰。在北太平洋上，海蜂队在埃达克岛和阿姆奇特卡岛上建设了基地以威慑日军。
太平洋上的第一个建设项目位于博拉博拉岛，修建一个前往澳大利亚途中的燃料补给站。这个补给站将在日后的珊瑚海海战中发挥作用，给第44特遣舰队提供补给。之后多个营被派往南太平洋汤加塔布岛、新赫布里底群岛等地开展建设工作。
1942年10月30日，在圣克鲁斯群岛战役中受创的企业号航空母舰停靠努美阿，此时它已是珍珠港以西美军唯一的一艘航母了。海蜂队第3营派出75人登舰修理。在前往瓜达尔卡纳尔海战途中，他们和企业号的损管人员一同进行修理。成功的修复使得企业号得以在11月13日的战斗中击沉日军比叡号战列舰。
海蜂队第6营是第一个参与战斗的。在瓜岛上，他们和美国海军陆战队第1师一起保持着亨德森机场的运作。在那里产生了第一位获得银星勋章的海蜂队员。他们和海军陆战队一起在图拉吉岛登陆，并将那里建造成一个PT艇前进基地，这些小艇在对抗东京快车中发挥了重要作用。在整个二战期间，海蜂队一共建造了119个PT艇基地或小型基地（称为Cubs，二级基地）。
随着跳岛战术的进行，海蜂队和澳大利亚和新西兰军一起参与多个岛屿的进攻，并在上面建设机场。在所罗门群岛、拉塞尔群岛、伦多瓦岛、新乔治亚岛、布干维尔岛上，海蜂队都修建了前进基地。吉爾伯特-馬紹爾群島战役后，在马朱罗和夸贾林环礁上建设了基地。在1944年的马里亚纳群岛及帕劳战役中，使用了海蜂队的喷火坦克，在天宁岛登陆中使用了海蜂队改装的履带登陆车，在日军意想不到的滩头登陆。海蜂队损失最大的一次行动是1945年的硫磺岛战役，一共有4个营参加了战斗。在长达26天的战役中，海军工程第133营共伤亡328人，其中3名军官和39名士兵阵亡，2人失踪。
当战争结束时，共有258,872人曾服役于海蜂队，其中超过300人在作战中丧生，超过500人在工地上丧生。 小威廉·哈尔西说道，“海蜂队在南太平洋的每一场战役中，都帮助我们粉碎了日本人”。

### 非裔美国人的服役

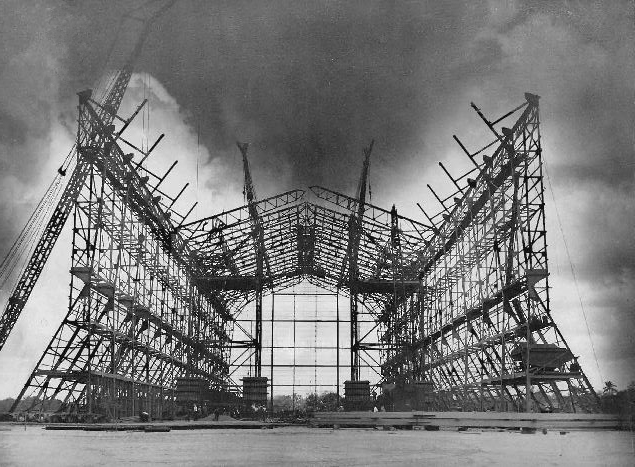
非裔美国人组成的海蜂队第80营在特立尼达岛上建设中的飞艇机库

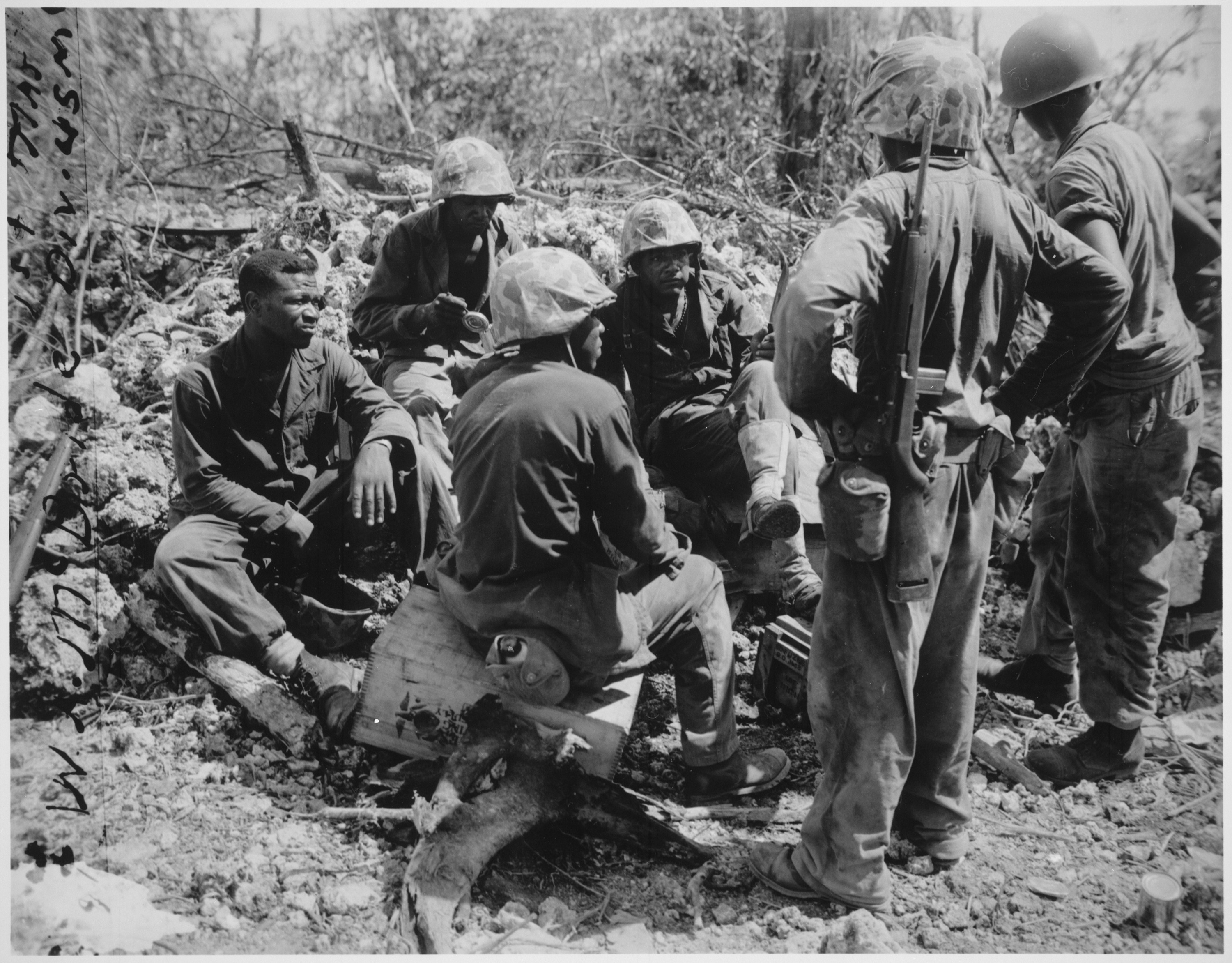
貝里琉岛上，第17特种海蜂营和海军陆战队第7团在一起。

1942年4月，海军宣布将招募非裔美国人进入海蜂队。尽管如此，初期只有两个营是“有色”的 ("colored" units)，为第34和第80营，两个营都有南方白人军官和黑人士兵。这两个营都遭遇了军官安排的问题，第34营还发生了绝食事件。1943年初，海军委任了第一批非裔美国军官。第一位进入军官团的是麻省理工学院毕业的Edward Swain Hope。
当时战区缺乏装卸工人对海军来说是一个大问题。1942年9月中旬，授权组建货物装卸海蜂队或“特种海蜂队”。到战争结束时，已组建41个营的特种海蜂队，其中 15个营为“有色”的。15个营的“有色”海蜂队抵达珍珠港，使得第14海军区面临着种族隔离问题。在很长一段时间里，非裔海蜂队只能住在帐篷里。第14海军区司令部认为他们应该有合适的住所，至少是平等但隔离开的军营。Manana Barracks和 Waiawa Gulch 成为美国最大的“有色”工人设施，有超过 4,000 名海蜂队装卸工驻扎在那里。这里是种族冲突的地点，营地被围起来并置于武装警卫之下。海蜂队被用运牛卡车运往和运出码头的。战争结束时，有12,500名非裔美国人在海蜂队服役。
第17特种海蜂营也是被隔离的单位之一，他们被分配给海军陆战队，但并没有被列到貝里琉戰役的战斗序列中。在貝里琉登陆日，美国海军陆战队第1师第7团面临困境，他们缺乏人手和维持战线并后运伤员。第16战地后勤队（隔离）协助了他们后运伤员。登陆日当夜，几乎所有的第17特种海蜂营都志愿为前线运送弹药。他们也填补了伤员所在的战线并和第7团一起维持了数日，直到右翼确保安全。

### 海军工程部队编外
在二战中，除了在海军工程部队（NCF）内服务外，海蜂队也会加入其他单位，例如海军陆战队、海军作战爆破队（NCDU）和水下爆破队（UDT）。
- 海军陆战队

海蜂队在太平洋战场的岛屿登陆作战中发挥了重要作用，他们有的成为了与海军陆战队之间的跨军种单位。1943年秋，海蜂队第18、19和25营被转移到海军陆战队担任战斗工兵。每个营都隶属于一个海军陆战队合成工兵团。他们都被登记为各团中的第3营，如第17海军陆战团（下辖原海蜂队第19营）、第18海军陆战团（下辖原海蜂队第18营）、第19海军陆战团（下辖原海蜂队第25营）和第20海军陆战团（下辖原海蜂队第121营）。
瓜岛战役是海蜂队-海军陆战队配对的首次行动。海蜂队第6营加入海军陆战队第1师，第18营随后也从本土运抵。1944年，海军陆战队工兵团被取消，海蜂营被分配到师部直属。如硫磺岛战役中，海蜂队第31和133营分别隶属海军陆战队第4和第5师。冲绳战役中，第58、71、130和145营被从海军中抽调出，配给海军陆战队第6、2和1师。海蜂队也会被分配给海军陆战队两栖军（Marine Amphibious Corps），例如硫磺岛战役中，海蜂队第23特种营和第62营就直属于第5两栖军。
- 海军作战爆破队

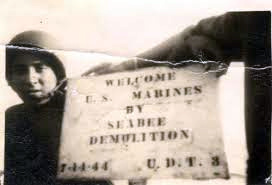
关岛海滩上，水下爆破3队和4队的海蜂队员制作欢迎海军陆战队的标识，他们比海军陆战队先达到了那里。

1943年5月上旬，海军开始实施“海军爆破计划”，为即将进行的西西里岛战役做准备。每支海军爆破队由1名初级军官和5名士兵组成。 共有34支作战爆破队参与了诺曼底登陆，在该登陆战中，作战爆破队承受了53%的伤亡率。 随着欧洲登陆的成功，所有的作战爆破队（NCDU）都被整合入水下爆破队（UDT）中，调往太平洋战场。
- 水下爆破队

在塔拉瓦戰役中，海军登陆面临着珊瑚和潮汐的困扰，因而寻求在作战环境下爆破珊瑚的方法。1943年底，海军要求成立9支水下爆破队以解决该问题，其中6支分配到中太平洋的第5两栖军，3支分配到南太平洋的第3两栖军。到日本投降时，一共组建了34支水下爆破队，其中前21队已经部署到战区，直到战后海军才公布了水下爆破队的存在。海蜂队为其提供了大约一半的服役人员。

## 二战后
二战结束后，海蜂队参与了一系列的行动。

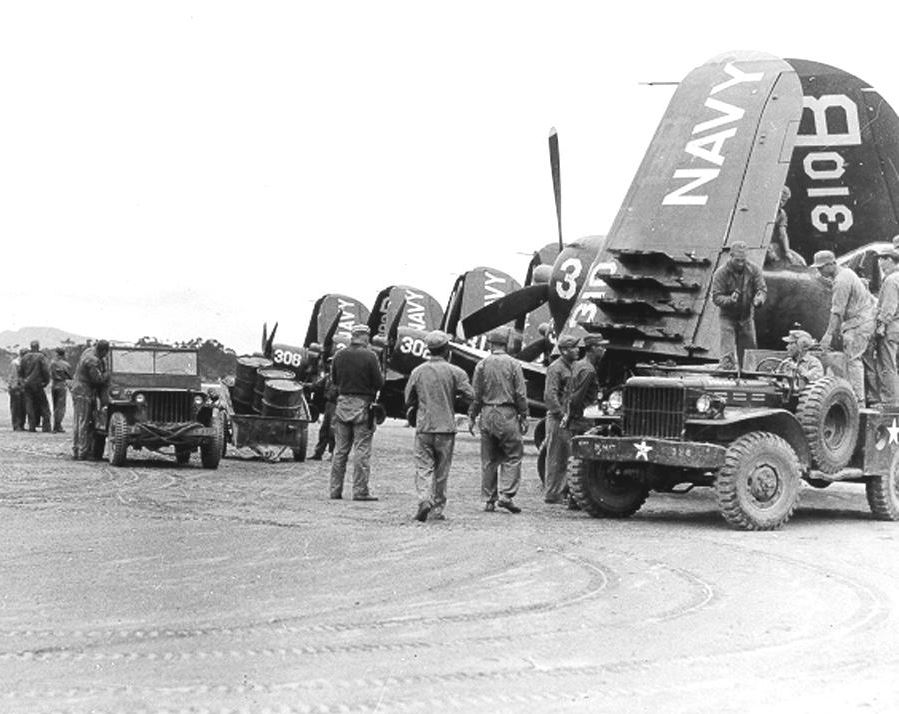
朝鲜战争中元山附近的Ryŏdo岛机场。海蜂队正在给F4U海盗式战斗机加油

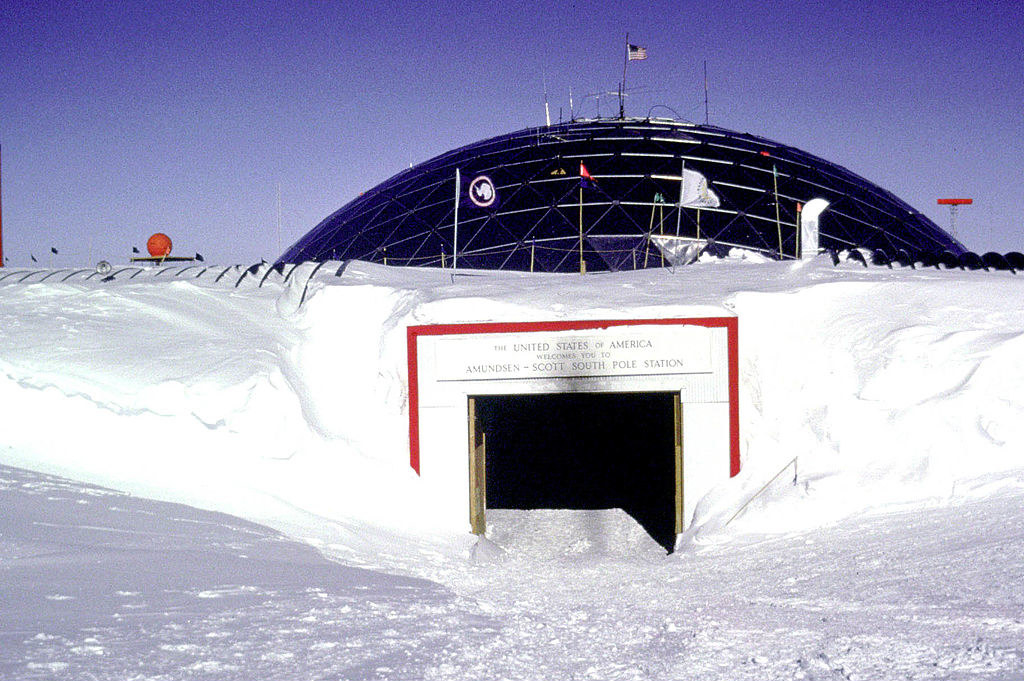
阿蒙森-斯科特南极站，由海军机动工程71营建造

日本投降后，数个海蜂营被分配给美国海军陆战队第6师，协助遣返在中国的日本人。 1946年，参与了十字路口行动，负责建设各类观测、通信、基地和娱乐设施，以及疏浚泻湖。朝鲜战争的爆发导致海蜂队从预备役征召了10,000 人。海蜂队参与了仁川登陆，设置堤道以阻挡潮汐和敌人的火力。战争期间，一个海蜂营的规模是550人。1951年，海蜂队开始在苏比克湾建设机场，这项工程的土方量相当于巴拿马运河的建设。设施于1956年建成，包括一个机场和可以停靠海军最大航母的码头。
海蜂队还参与南极的科考工作。1946年，166名海蜂队员参与了跳高行动， 1955年，被分配参与深冻行动，负责建设和维护科考基地。1960年，海蜂营为太空竞赛的水星计划建设地面遥测和仪器站。1969年，海蜂队在圣约翰岛建设了Tektite habitat水下科研站。
海蜂队参与越南战争，1968年5月，在越南的海蜂营达到21个。1969年，在战区有29,000名海蜂队员，在这之后开始撤离。 1971年底，最后一个海蜂营撤离，一年后最后一个小队撤离。
近年来，海蜂队参与了一系列的救灾、重建和维和工作，包括飓风安德鲁救灾、恢复希望行动、海上信号行动、联合奋进行动、飓风乔治救灾、飓风米奇救灾、飓风伊万救灾、颱風南瑪都救灾、2004年印度洋大地震救灾、2005年飓风卡特里娜救灾、2010年海地地震救灾、2011年4月宫城地震救灾、颶風桑迪救灾。
1985年，海蜂队潜水员Robert Stethem在环球航空公司847航班上被真主党恐怖分子杀害。有5000名海蜂队员参与了海湾战争。海蜂队也于2001年和2003年分别部署参加了阿富汗戰爭和伊拉克战争。其最为瞩目的任务是拆除巴格达的萨达姆·侯赛因雕像。

## 编制

### 海军工程部队内

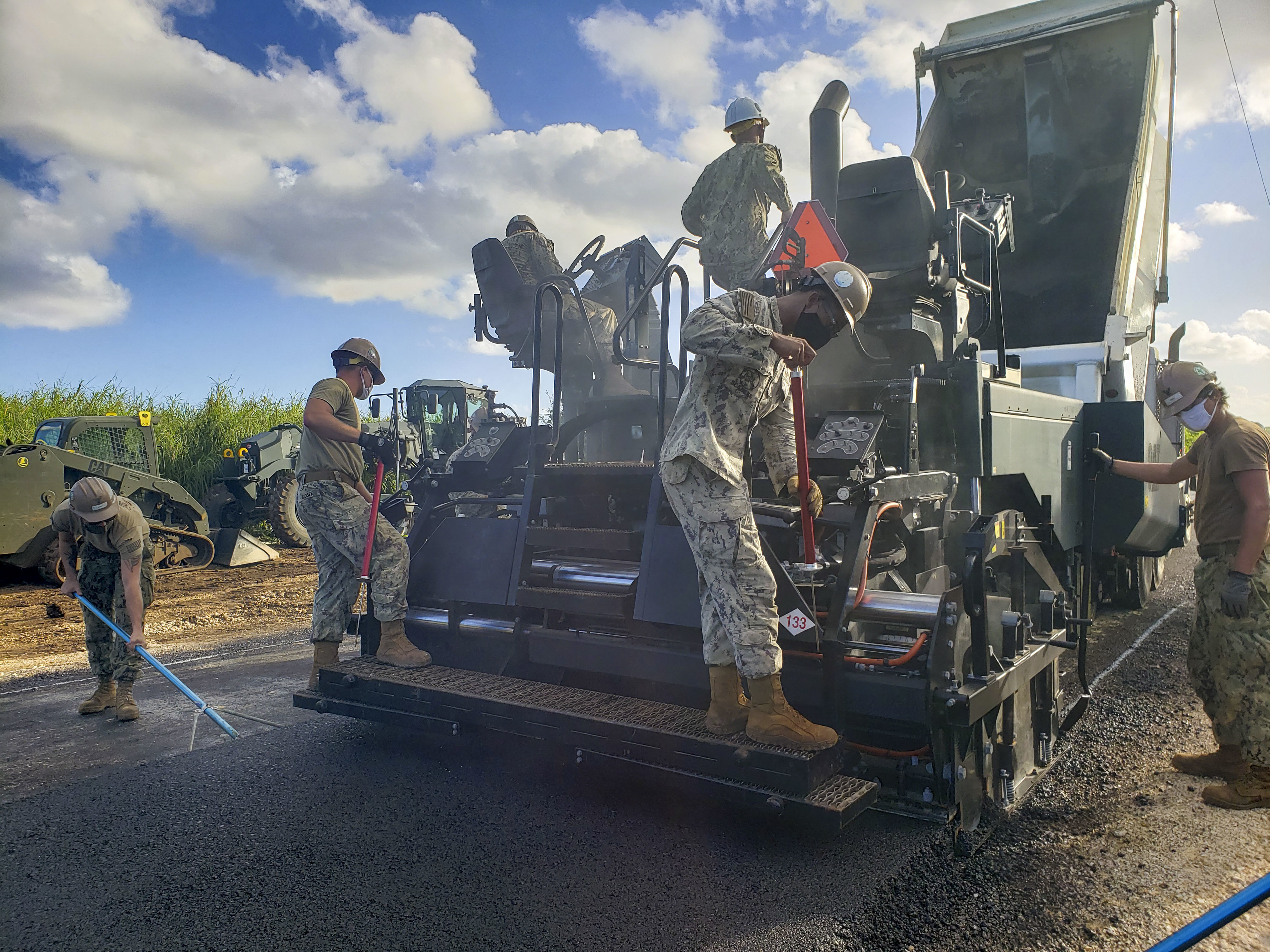
海军机动工程3营在北马里亚纳群岛上铺设道路

目前，美国海军有6个现役海军机动工程营 (Naval Mobile Construction Battalion，简称NMCB)。分别为：
- 第30海军工程团，位于关岛，下辖：
  - 海军机动工程3营
  - 海军机动工程4营
  - 海军机动工程5营
- 第22海军工程团，位于密西西比州格尔夫波特，下辖：
  - 海军机动工程1营
  - 海军机动工程11营
  - 海军机动工程133营
- 预备役。1991年之前，预备役全称为“海军预备机动工程营”(RNMCB)，1991年后，不再在名字中使用“预备”的称呼，也同样叫NMCB。
  - 海军机动工程14营，总部密西西比州格尔夫波特
  - 海军机动工程18营，总部加利福尼亚州怀尼米港
  - 海军机动工程22营，总部加利福尼亚州怀尼米港
  - 海军机动工程25营，总部加利福尼亚州怀尼米港
  - 海军机动工程27营，总部密西西比州格尔夫波特

### 海军工程部队外

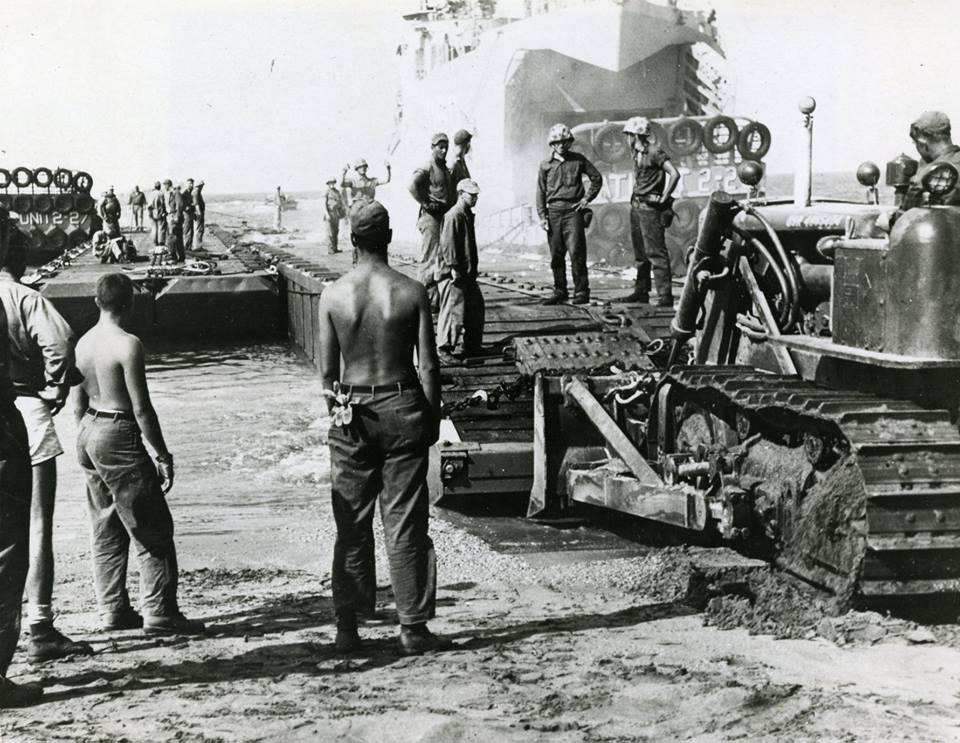
1958年7月15日蓝蝙蝠行动中，海军两栖工程2营为海军陆战队搭建的浮桥

除了海军工程部队（NCF），海蜂队也会分配到其他单位，例如：
- 两栖工程营（缩写ACB），前身为二战时搭建浮桥的海蜂队。1950年机动工程104营、105营重編為ACB1营和2营，改隸“远征打击群 ”下的海軍海灘群（Naval Beach Group）。
  - 海军两栖工程1营，加利福利亚州科罗纳多
  - 海军两栖工程2营，弗吉尼亚州小克里克海军基地（Joint Expeditionary Base–Little Creek）
- 工程营维护隊（缩写CBMU）。二战时该单位有工程营四分之一的人员，他们的任务是在建设完成后负责基地的维护工作。
  - 工程营202维护隊，弗吉尼亚州小克里克海军基地[50]
  - 工程营303維護隊，加利福尼亚州圣迭戈海军基地[51]
- 工程与远征作战中心海洋设施部，隶属美國海军设施工程系統司令部，拥有水下工程队（缩写UCT）。[52] [53]
  - 水下工程1队，弗吉尼亚州小克里克海军基地
  - 水下工程2队，加利福尼亚州怀尼米港
- 公共工程：海军基地。约有三分之一新入伍的海蜂队员会進入美国国内或駐外海军设施，他们将在这里获得专业培训和经验。
- 战斗服务支援分队 (CSSD) / 海军特种作战 (NSW)。海蜂队有着数百人规模的支援分队，为海军特种作战提供支持，战场支援包括营地建设、营地和车辆维护、发电、运输物资和水净化。[54][55] 他们需要在急救、小型武器使用、驾驶、专用设备使用等方面进行额外培训，并且获得“远征作战专家”的资格。[56]

## 评级
海蜂队有7种职业评级。分别为：
| | 建筑工       | BU[I][IV]   |  |  |
| 就像民间建筑工人。他们是熟练的木匠、泥水匠、屋顶工、水泥修整工、沥青工人、泥瓦匠和油漆工。他们建造和修理所有类型的结构，包括：码头、桥梁、塔楼、学校、办公室、房屋和其他建筑物.                              |              |             |  |  |
| |              |             |  |  |
| | 建筑电工     | CE[II][IV]  |  |  |
| 负责建造和运营机场、道路、营房和医院所需的电气设备和电力输送。工作相当于民用建筑电工、电话和电气维修工、线路工等                                                                                             |              |             |  |  |
| |              |             |  |  |
| | 建筑机械工   | CM[III][IV] |  |  |
| 维护多种类型的建筑机械，包括：公共汽车、自卸卡车、推土机、压路机、起重机、反铲挖掘机和打桩机。他们也负责汽油和柴油发动机和变速器。他们还修理电气、液压、气动和转向系统。                                     |              |             |  |  |
| |              |             |  |  |
| | 工程助手     | EA[I][IV]   |  |  |
| 工程助手为建筑工程师提供制定最终施工计划所需的信息。他们对道路、机场、建筑物等进行调查。他们进行土壤测试，准备地形和水文地图。他们还调查下水道、输水管、排水系统和水下挖掘。                                 |              |             |  |  |
| |              |             |  |  |
| | 设备操作员   | EO[III][IV] |  |  |
| 操作使用重型机械，如推土机、电铲、打桩机等。他们使用这些机械挖掘沟渠、挖掘建筑地基、分解旧混凝土或沥青铺路并浇筑新铺路。他们对建筑工地的碎片进行分级和清除，抬高大梁，并移动和放置工作所需的其他设备或材料。 |              |             |  |  |
| |              |             |  |  |
| | 钢铁工       | SW[I][IV]   |  |  |
| 装配和操作用于移动或提升结构钢、结构型材和类似材料的所有特殊设备。他们架设和拆除钢桥、桥墩、建筑物、储罐等。在海外设施的建造中，他们负责钢型材、钢板和组合型材。他们精通电弧焊、MIG焊、TIG焊和气焊。         |              |             |  |  |
| |              |             |  |  |
| | 公用事业人员 | UT[II][IV]  |  |  |
| 监督和执行涉及管道、蒸汽、压缩空气和燃料储存和分配系统的安装和维护的任务。他们维护空调和制冷设备，以及污水收集和处理设施。                                                                                   |              |             |  |  |

## 二战荣誉
- 总统单位表彰-美国海军与美国海军陆战队
  - 第6海军工程营, 海军陆战队第1师, Guadalcanal.[60]
  - 第18海军工程营, 海军陆战队第2师, 塔拉瓦戰役[60]
  - 第33海军工程营, 岸上分遣队, 海军陆战队第1师, 貝里琉戰役[60]
  - 第73海军工程营, 岸上分遣队, 海军陆战队第1师, 貝里琉戰役[60]
  - 第121海军工程营, 12人登陆队, 海军陆战队第4师, 天宁岛战役[60]
- 总统单位表彰-美国陆军
  - 第40海军工程营, 陸軍第1騎兵師, 阿德默勒尔蒂群岛（英语：Admiralty Islands campaign）[60]
  - 第78海军工程营, 12人, 陸軍第1騎兵師, 阿德默勒尔蒂群岛（英语：Admiralty Islands campaign）[60]